# Ractopamine
La ractopamine est un médicament (numéro CAS : 97825-25-7), qui est aussi utilisé comme additif bêta-agoniste aux porcs ou à d'autres animaux élevés pour leur viande afin d’obtenir de la viande plus maigre et plus protéinée. Comme tous les bêta-agonistes, cette molécule dégrade les qualités organoleptiques de la viande en réduisant la teneur en graisse intramusculaire. Cet additif est interdit dans plus de 160 pays dont l'ensemble de l'Union européenne, de la Chine et de la Russie.

## Législation
La ractopamine est interdite dans l’Union européenne, en Chine, en Russie, et l'était à Taïwan jusqu'au 28 août 2020, où elle fait l'objet le 18 décembre 2021 d'un référendum d'origine populaire.
En 2012, le codex Alimentarius a approuvé la ractopamine à l'issue d'un vote controversé. L'UE a ensuite réaffirmé son interdiction.
Alors qu'en Russie le service fédéral d'inspection vétérinaire et phytosanitaire (Rosselhoznadzor) informe les principaux exportateurs de viande de l'inadmissibilité de l'utilisation de ractopamine dans la viande et de la nécessité de présentation de certificats confirmant son absence depuis le 6 octobre 2011[réf. souhaitée], les normes sont entrées en vigueur le 7 décembre 2012, imposant le contrôle de l'absence de toute trace de ractopamine avant le déchargement de la viande de porc et de bœuf. En réponse, des autorités des États-Unis (en la personne du ministre de l'agriculture des États-Unis Tom Vislak et le représentant des États-Unis des négociations commerciales Rhone Kirk) ont accusé la Russie de violation de ses obligations à l'entrée à l'OMC,.

### Pays ayant approuvé la ractopamine
Les États-Unis et le Canada ont approuvé l'utilisation de la ractopamine (en 2005 pour le Canada). Cependant, comme ces pays exportent de la viande de porc vers des zones ayant interdit la ractopamine (en particulier la Russie), une partie des élevages est conduite sans l'utilisation de ractopamine et un programme de certification spécifique de la filière sans ractopamine a été mis en place,. Au Canada, les filières de certaines zones géographiques importantes (comprenant producteurs et abattoirs) ont entièrement cessé d'utiliser la ractopamine.

### Lobbying des multinationales américaines
L’institut américain de la viande, un lobby financé par les grandes entreprises agroalimentaires américaines déplore le rejet par l'Union Européenne de la viande d'animaux sous chlorhydrate de ractopamine . Dans le cadre des négociations du traité transatlantique (TTIP/PTCI), les lobbys américains appellent à autoriser la ractopamine dans l'Union européenne : « Les producteurs de porc américains n’accepteront pas d’autre résultat que la levée de l’interdiction européenne de la ractopamine », menace ainsi le Conseil national des producteurs de porc américain,. Ceci est pourtant impossible car cela ne peut se faire par le biais d'un traité commercial mais par le biais d'un changement de législation européenne[réf. souhaitée].